# Memel (rivier)
De Memel (Duits: Memel, Litouws: Nemunas, Wit-Russisch: Нёман, Nioman, Нёман, Pools: Niemen, Russisch: Неман; Neman) is een rivier in Noordoost-Europa met een lengte van 937 kilometer en een stroomgebied van 97.924 km². Ze stroomt door Wit-Rusland en Litouwen, waarbij ze over de laatste 166 kilometer de grens vormt met de Russische oblast Kaliningrad. De rivier is ook bekend onder haar Litouwse naam Nemunas, haar Wit-Russische naam Nioman (Нёман) en haar Poolse naam Niemen. Internationaal is ook de naam Neman in gebruik. 
De rivier ontspringt op 45 kilometer ten zuidwesten van de Wit-Russische hoofdstad Minsk en loopt in westelijke richting tot Hrodna (Grodno) in het uiterste noordwesten van Wit-Rusland. Daar buigt ze af naar het noorden en passeert even ten zuiden van Druskininkai de grens met Litouwen. Bij Kaunas komt de Neris (Wit-Russisch: Вілія) erbij en hier bevindt zich vanaf 1959 een stuwmeer. Hier buigt de rivier weer af naar het westen en begint de benedenloop. De rivier is hier veel breder en langzamer en vormt eilanden.
Vervolgens vormt de Memel de grens met de Russische enclave Kaliningrad. Op de linkeroever ligt hier de stad Sovjetsk. Op 48 kilometer van de monding begint de delta van de Nemunas: eerst splitst de rivier zich in Rusne (noordelijk) en Matrosovka (zuidelijk), en vervolgens splitst de Rusne zich in Atmata (noord) en Skirvite (zuid), waarbij het eiland Rusne wordt gevormd. De Litouws-Russische grens loopt langs het traject Rusne-Skirvite.
De rivier mondt uit in het Koerse Haf, dat ter hoogte van Klaipėda een doorgang naar de Oostzee heeft. De stad Klaipėda droeg lange tijd dezelfde naam als de rivier: Memel.
De Memel was ooit bevaarbaar vanaf Hrodna. Er is nog maar tot Kaunas scheepvaart mogelijk vanwege de bouw van stuwdammen net bovenstrooms van Kaunas. Er zijn kanalen naar de stroomgebieden van de Dnjepr, Weichsel en Pregolja (Pregel). Het Augustów-kanaal loopt naar de Biebrza rivier.
De grootste plaatsen aan de Memel zijn Hrodna, Kaunas en Sovjetsk.

## Trivia
- Te Tilsit (het latere Sovjetsk) werd in 1807 de Vrede van Tilsit gesloten op een vlot in de Memel. Destijds vormde de rivier de Pruisisch-Russische grens, waarbij Rusland aan de andere kant lag dan tegenwoordig.
- De rivier wordt vermeld in de eerste strofe van het Lied der Deutschen: "Von der Maas bis an die Memel".

- Gemeinsame Normdatei: 4038578-4
- Library of Congress Control Number: sh86002695
- Nationale Bibliotheek van Tsjechië: ge420217
- Nationale Bibliotheek van Israël: 987007548730605171
- Virtual International Authority File: 315128288